# Marina Šešenina
Marina Igorevna Šešenina, coniugata Babešina (in russo Марина Игоревна Бабешина-Шешенина?; Ekaterinburg, 26 giugno 1985), è una pallavolista russa, palleggiatrice della Dinamo Krasnodar.

## Biografia
Nell'aprile 2010 sposa il pallavolista, poi allenatore di pallavolo, Aleksej Babešin e nell'ottobre successivo nasce la loro primogenita Anastasija.

## Carriera

### Club
La carriera da professionista di Marina Šešenina inizia nel 2001 tra le file dell'Uraločka, club della propria città natale col quale vince il campionato russo 2002-03; nella stagione 2003-04 viene ingaggiata dalla Dinamo Moskovskaja dove resta per una sola annata, per poi far ritorno al club di Ekaterinburg a partire dal campionato seguente, terminato con la conquista del secondo scudetto, e per le successive sette annate, con un breve periodo di inattività nella parte iniziale della stagione 2010-11 legato alla nascita della figlia.
Nella stagione 2011-12 viene ingaggiata dalla Dinamo-Kazan, conquistando il suo terzo scudetto, in quella successiva gioca invece nel Tjumen, mentre nel campionato 2013-14 passa per un biennio all'Omička.
Nella campionato 2015-16 ritorna nuovamente all'Uraločka dove rimane per due annate passando nella stagione 2017-18 alla Dinamo Mosca con cui si aggiudica due campionati, una Coppa di Russia e due Supercoppe russe; nel maggio 2021, copo un quadriennio nel club moscovita, annuncia il ritiro dall'attività agonistica salvo tornare sui propri passi nel febbraio dell'anno successivo quando si accorda con la Dinamo Krasnodar per la parte finale della Superliga 2021-22.

### Nazionale
Dal 2003 entra a far parte della nazionale russa, conquistando il secondo posto al World Grand Prix; l'anno successivo partecipa alle Olimpiadi di Atene, dove vince la medaglia d'argento.
Nel 2005 vince la medaglia di bronzo al campionato europeo 2005 mentre l'anno seguente si laurea campione del mondo, dopo aver ottenuto la medaglia d'argento al World Grand Prix. Nel 2007 è ancora una volta medaglia di bronzo al campionato europeo mentre nel 2009 vince la sua terza medaglia d'argento al World Grand Prix.

## Palmarès

### Club
- Campionato russo: 5

2002-03, 2004-05, 2011-12, 2017-18, 2018-19
- Coppa di Russia: 1

2018
- Supercoppa russa: 2

2017, 2018

### Premi individuali
- 2011 - Coppa di Russia: Miglior servizio